# Ventnor (Australia)

S
Ventnor – miasto w Australii, w stanie Wiktoria.